# París-Roubaix 1927
La París-Roubaix 1927 fou la 28a edició de la París-Roubaix. La cursa es disputà el 17 d'abril de 1927 i fou guanyada pel belga Georges Ronsse.

## Classificació final
|    | Ciclista          | Equip            | Temps |
| -- | ----------------- | ---------------- | ----- |
| 1  | Georges Ronsse    | Automoto         |       |
| 2  | Joseph Curtel     | Peugeot          |       |
| 3  | Charles Pélissier | Dilecta - Wolber |       |
| 4  | Julien Delbecque  | Alcyon-Dunlop    |       |
| 5  | Adelin Benoit     | Alcyon - Dunlop  |       |
| 6  | Romain Bellenger  | Meteore          |       |
| 7  | René Hamel        | Thomann          |       |
| 8  | André Verbist     | JB Louvet        |       |
| 9  | Leopold Matton    | Armor            |       |
| 10 | Alexandre Maes    | Peugeot          |       |